# Montreuil-le-Henri
Montreuil-le-Henri – miejscowość i gmina we Francji, w regionie Kraj Loary, w departamencie Sarthe.
Według danych na rok 1990 gminę zamieszkiwały 244 osoby, a gęstość zaludnienia wynosiła 17 osób/km² (wśród 1504 gmin Kraju Loary, Montreuil-le-Henri plasuje się na 1028. miejscu pod względem liczby ludności, natomiast pod względem powierzchni na miejscu 810.).